# Zalesie Górne
Zalesie Górne – wieś sołecka w Polsce położona w województwie mazowieckim, w powiecie piaseczyńskim, w gminie Piaseczno.
Zalesie Górne powstało w 1930 roku i jest położone w Chojnowskim Parku Krajobrazowym. Liczy ok. 3000 mieszkańców. Miejscowość stanowiła jedno z miejsc wypoczynku mieszkańców Warszawy. 

## Części wsi
| SIMC    | Nazwa   | Rodzaj    |
| ------- | ------- | --------- |
| 0006623 | Domanka | część wsi |
| 1058177 | Leśnik  | część wsi |
| 0006630 | Wrzosy  | część wsi |
| 0006646 | Wyżyny  | część wsi |

## Infrastruktura
Przez wieś przebiega droga wojewódzka nr 873. Miejscowość znajduje się w obszarze drugiej strefy komunikacyjnej Warszawy, w skład której wchodzi linia kolejowa nr 8 relacji Warszawa – Warka – Radom – Kielce – Kraków z przystankiem kolejowym Zalesie Górne oraz autobusy ZTM (linie lokalne).

## Wspólnoty wyznaniowe
- Kościół rzymskokatolicki:

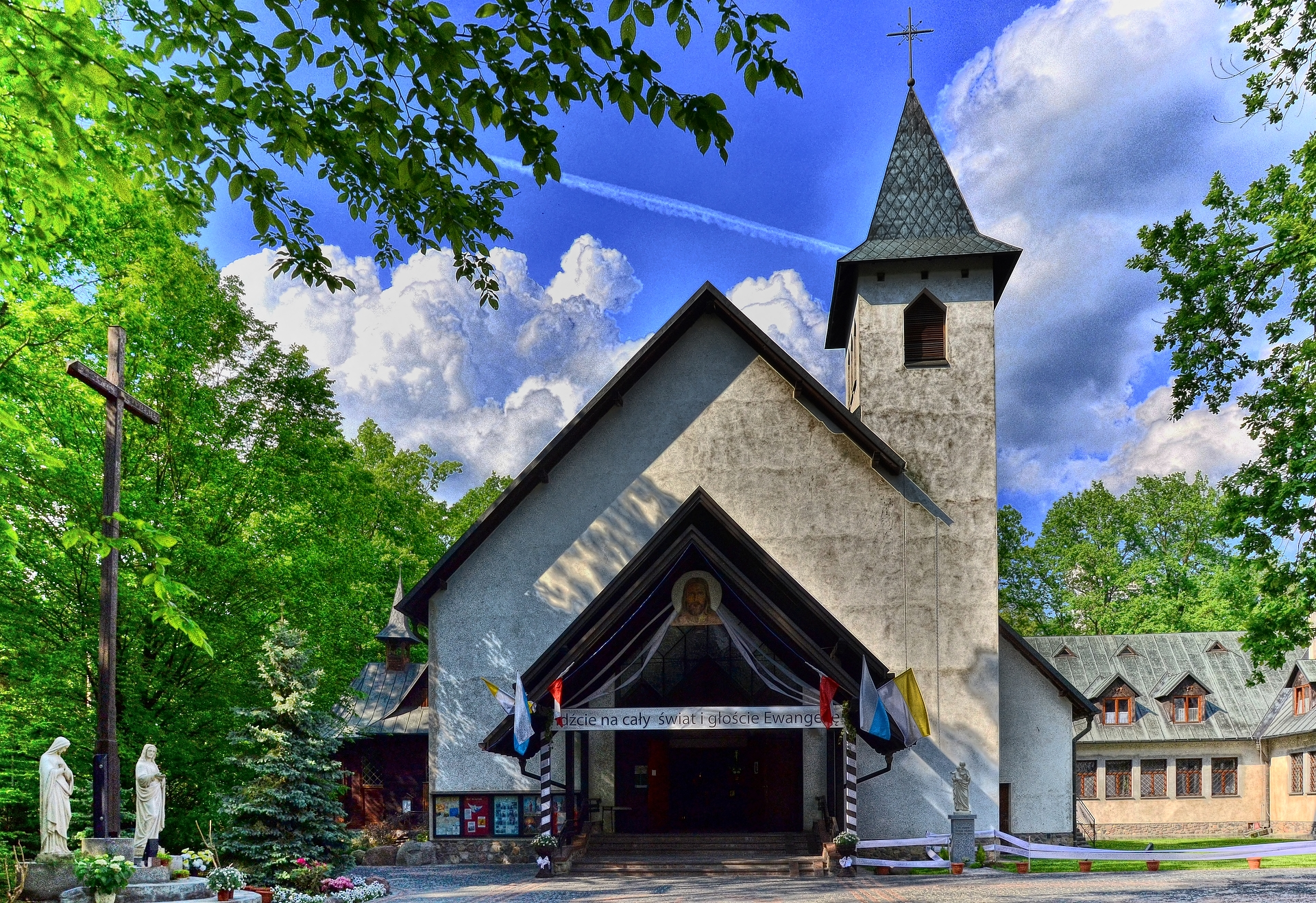
Kościół parafialny

  - parafia św. Huberta należąca do dekanatu piaseczyńskiego
- Świadkowie Jehowy:
  - zbór Zalesie Górne (Sala Królestwa ul. Jałowcowa 4a)[8].